# Cho In-chul
Pour les articles homonymes, voir Cho.
Cho In-Chul (né le 4 mars 1976) est un judoka sud-coréen ayant remporté trois médailles mondiales et deux médailles olympiques. Aux Jeux olympiques d'été de 1996, il remporte la médaille de bronze dans la catégorie des -78 kg. Aux Jeux olympiques d'été de 2000, il remporte la médaille d'argent dans la catégorie des - 81 kg. Lors des Championnats du monde, il remporte le titre en 1997 et en 2001, alors qu'en 1999, il doit se contenter de la médaille de bronze.

## Palmarès

### Jeux olympiques
- Jeux olympiques de 1996 à Atlanta,  États-Unis
  -  Médaille de bronze.
- Jeux olympiques de 2000 à Sydney,  Australie
  -  Médaille d'argent.

### Championnats du monde
- 1997 à Paris,  France :  Médaille d'or.
- 1999 à Birmingham,  Royaume-Uni :  Médaille de bronze.
- 2001 à Munich,  Allemagne :  Médaille d'or.